# カンブリア紀第二期
| 累代        | 代     | 紀           | 基底年代 Mya |
| ----------- | ------ | ------------ | ------------ |
| 顕生代      | 新生代 | 第四紀       | 2.58         |
| 顕生代      | 新生代 | 新第三紀     | 23.03        |
| 顕生代      | 新生代 | 古第三紀     | 66           |
| 顕生代      | 中生代 | 白亜紀       | 145          |
| 顕生代      | 中生代 | ジュラ紀     | 201.3        |
| 顕生代      | 中生代 | 三畳紀       | 251.902      |
| 顕生代      | 古生代 | ペルム紀     | 298.9        |
| 顕生代      | 古生代 | 石炭紀       | 358.9        |
| 顕生代      | 古生代 | デボン紀     | 419.2        |
| 顕生代      | 古生代 | シルル紀     | 443.8        |
| 顕生代      | 古生代 | オルドビス紀 | 485.4        |
| 顕生代      | 古生代 | カンブリア紀 | 541          |
| 原生代      | 原生代 | 原生代       | 2500         |
| 太古代      | 太古代 | 太古代       | 4000         |
| 冥王代      | 冥王代 | 冥王代       | 4600         |
| 1. 2. 3. 4. |        |              |              |

カンブリア紀の第二期は、古生代カンブリア紀の2番目の期である地質時代。テレヌーブ世を二分した後半の期であり、約5億2900万年前から約5億2100万年前にあたり、この時代に相当する地層はステージ2と呼称される。前の期はフォーチュニアン、続く期は第三期。
非公式にはシベリアのカンブリア系の層序にちなんでトモティアン（英: Tommotian）とも呼ばれる。

## 層序学的定義
ステージ2上下どちらの境界も国際層序委員会による定義を受けていない。ステージ2の上側の境界すなわちステージ3との境界は三葉虫の出現での定義が、ステージ2の基底は貝類の Watsonella crosbyi あるいは Aldanella attleborensis の最初の出現としての定義が提案されている。
国際標準模式層断面及び地点(GSSP)の候補として、中華人民共和国雲南省の朱家青累層やシベリア大陸アルダン川近くのPestrotsvet累層で Watsonella crosbyi が初めて出現する地点が挙げられている。